# Залив Сульцбергера
Залив Сульцбергера (77°00′ ю. ш. 152°00′ з. д.) — залив между островами Фишер и Фоллмер, расположенный вдоль побережья Земли короля Эдуарда VII. Обнаружен антарктической экспедицией Ричарда Бэрда 5 декабря 1929 года и назван Бэрдом в честь Артура Х. Сульцбергера, издателя The New York Times, сторонника экспедиций Бэрда в 1928–1930 и 1933–1935 годах.
Залив Сульцбергер врезается в переднюю часть шельфового ледника Сульцбергера (77°00′ ю. ш. 148°00′ з. д.), шельфового ледника длиной около 137 км (85 миль) и шириной 80 км (50 миль), граничащий с побережьем Земли Мэри Бэрд между полуостровом Эдуарда VII и полуостровом Гест. Шельфовый ледник наблюдался и нанесён на карту Антарктической экспедицией Бэрда (1928–1930 годах).
Бассейн Сульцбергера (77°00′ ю. ш. 152°30′ з. д.) — подводный бассейн на центральном шельфе Росса, названный в связи с заливом Сульцбергер.

## Формирование айсберга
Шельфовый ледник выпустил айсберги в течение дня после землетрясения и цунами Тохоку 2011 года. Ученые связывают откол льда с цунами, достигшим шельфового ледника, примерно в 13 600 километрах (8 500 миль) от эпицентра землетрясения. Главный айсберг был примерно в районе острова Манхэттен. Общая площадь айсбергов, отколовшихся от шельфового ледника, составила почти 125 км2 (48 миль2). Этот участок шельфа не двигался с 1946 года.